# Acequia Común de Oliva
La Acequia Común de Oliva (en valenciano, Séquia Comuna d'Oliva) es una canalización de riego que se alimenta con aguas del río Serpis, aportadas mediante la Acequia Real de Alcoy hasta el partidor de la Casa Fosca, y desde allí por la Acequia Común de Gandía y Oliva hasta el partidor de la Casa Clara, que es donde se reparte entre las acequias comunes de Gandia y de Oliva.
El sistema de riego que alimenta la acequia sirve a los municipios de Alquería de la Condesa, Bellreguart, Fuente Encarroz, Miramar, Oliva, Palmera, Piles, Potríes y Rafelcofer.
Además de la propia Acequia Común, el sistema principal de cequiaje lo forman la Acequia-Colector de la Mitjana, la Acequia de Miramar o de Sotaia, la Acequia de Rafalatar, la Acequia de Piles, la Séquia de la Caixa, la Acequia del Rausell, la Acequia de la Vera, la Séquia d'Enmig, y la Acequia de la Torre.

## Recorrido

### Potríes

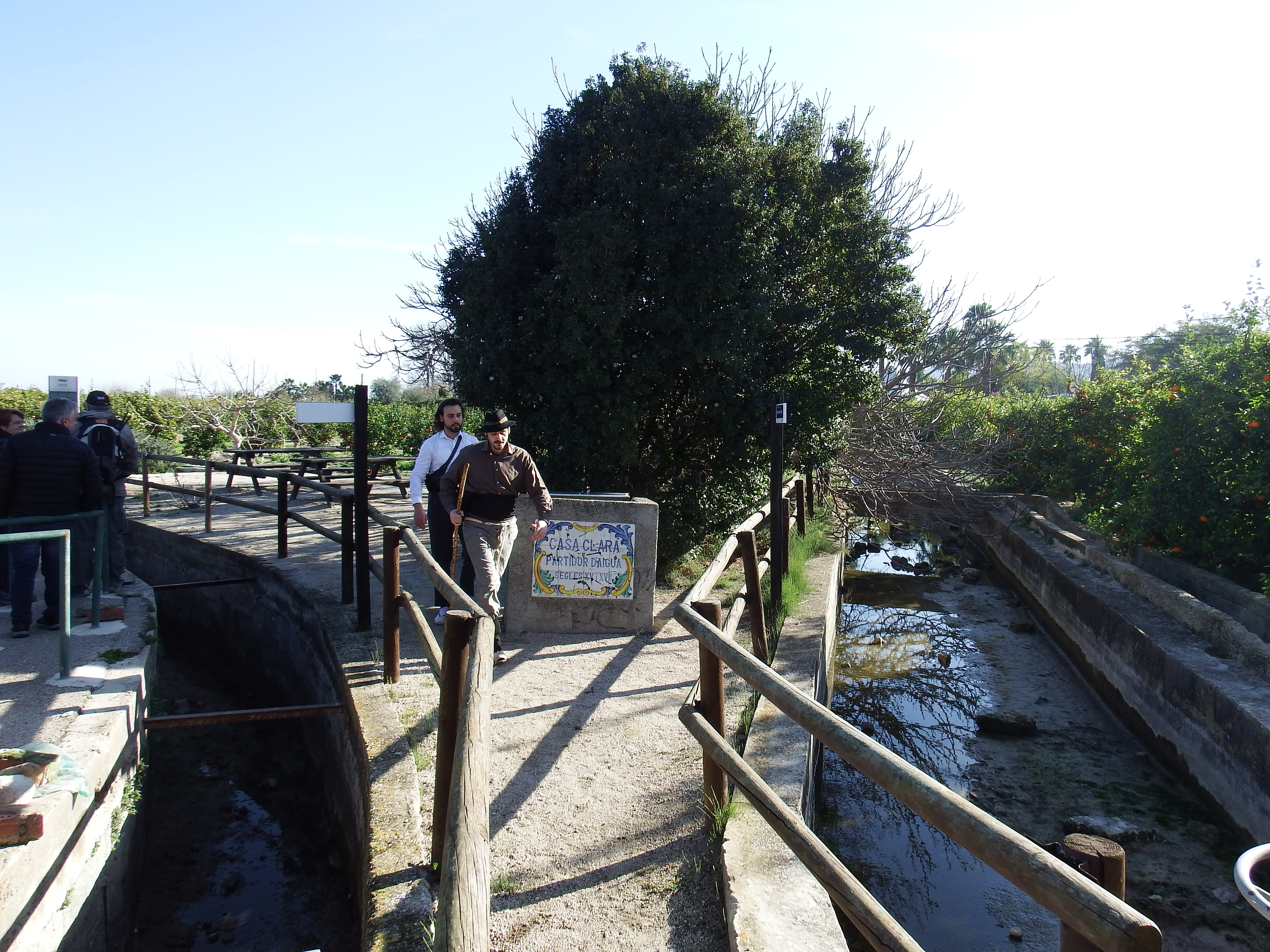
En el Partidor de la Casa Clara, las aguas de la Acequia Común de Gandía y Oliva se reparten en dos. Hacia la izquierda, la Común de Gandía; hacía la derecha, la Común de Oliva

Las aguas salen del partidor de la Casa Clara, en el noroeste del término de Potríes. Este tramo inicial, datado en el XV o antes, se modificó en sus márgenes hacia 1950. Las especificaciones básicas se recogen en la Concordia de 1511, y establecen que el tramo que sigue al partidor esté enlosado, aunque situación real es difícil de comprobar, pues el discurrir del agua es continuo. La anchura de la acequia en este punto es de 2,2 metros y su profundidad de 70 centímetros.
Tras cruzar el trazado del antiguo ferrocarril de Alcoy a Gandía, la acequia es atravesada por el gallipuente del Canyar, llegando al Molino del Canyar, donde se deriva la Acequia-Colector de la Mitjana.
La acequia atraviesa la CV-680 y recorre la partida de La Campina hasta llegar al partidor de Sotaia, que también se conoce como Cano de Sotaia o de Potries. Este partidor reparte las aguas de la acequia entre el Fil del Molí, la Acequia de Miramar (también llamada de Sotaia) y un nuevo tramo de la propia Acequia Común de Oliva.La acequia sigue hacia el noreste, llegando al Molí dels Anouers y encaminándose al término de Fuente Encarroz.

### Fuente Encarroz
En este término entra atravesando la partida de El Vallet hasta llegar al Molí del Canyisset, cerca de la carretera CV-683, la cual atraviesa. A continuación riega durante un kilómetro la partida de La Cama-Roja, junto a la cabecera del barranco de Palmera. Atraviesa la autopista AP-7 y entra en el término de Rafelcofer.

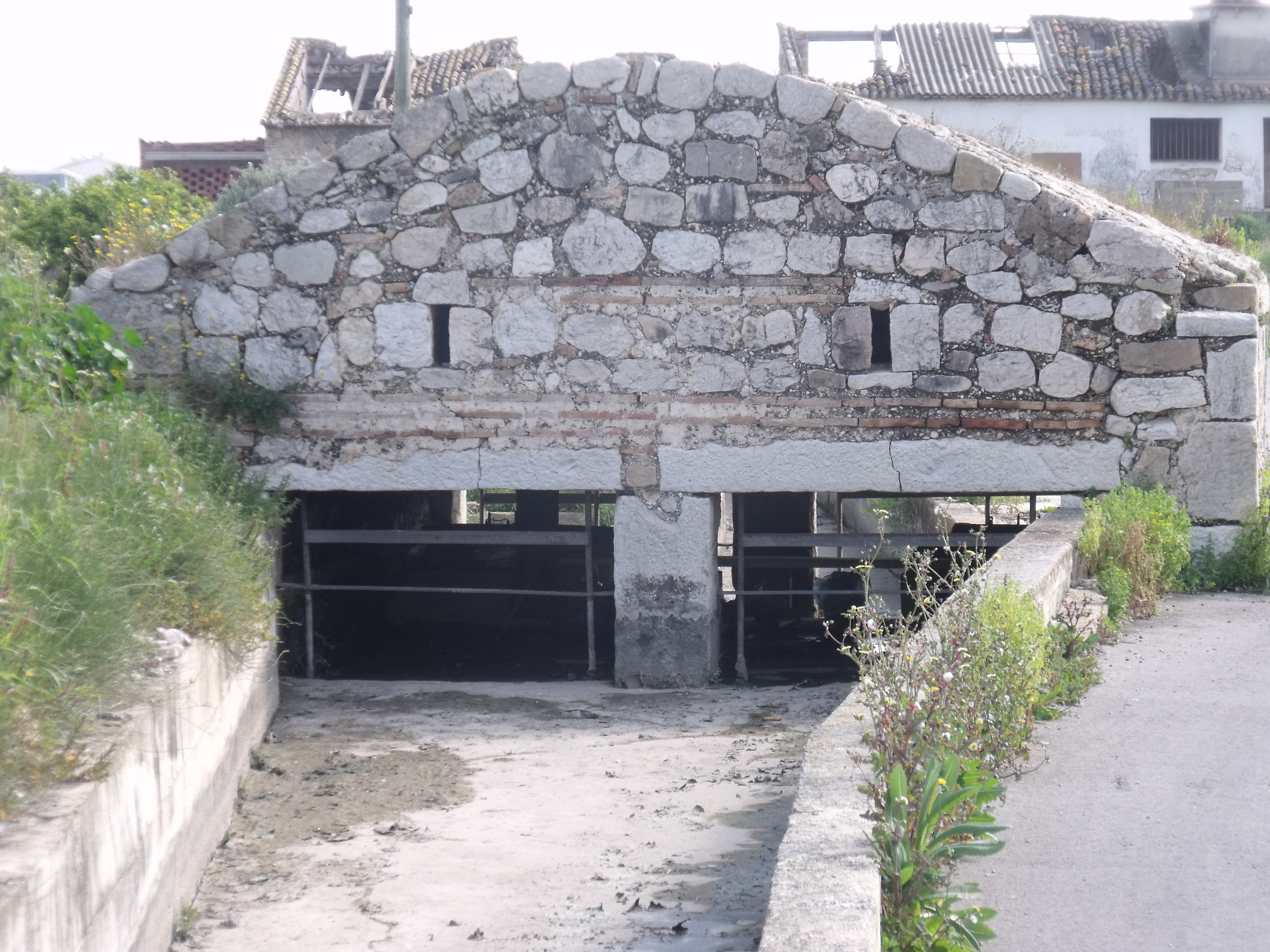
Partidor del Molino de Baix, en Rafelcofer

### Rafelcofer
Entra por La Alcudiola, donde llega al Partidor (o Cano) del Racó, en donde se separa el Fil del Racó. La Acequia Común continúa bajo la avenida del Camino Viejo de Játiva (Avinguda del Camí Vell de Xàtiva). En estos 650 metros de recorrido subterráneo se encontraban el Motor del Racó y el Lavadero del Pueblo (Llavador del Poble), ambos desaparecidos.
La acequia vuelve a circular en superficie en las proximidades del Partidor (o Cano) del Molino de Baix, que reparte aguas al Fil del Poble y el Fil de l'Alqueria.El curso sigue en dirección este, junto al camino Viejo de Játiva, llegando al término de Alquería de la Condesa.

### Alquería de la Condesa
La acequia entra en el término por la vereda izquierda del camino Viejo de Játiva, que recorre hasta llegar al Molino de Catalá (Molí de Catala, también llamado del Salsero), donde surge la Acequia de Rafalatar. Tras otro medio kilómetro por el término de Alquería de la Condesa, llega al partido conocido como Els Partidors. Es ahí donde acaba la Acequia Común de Oliva, al repartirse entre las de Piles y de la Caixa.

## Distribución de las aguas

### Acequias

#### Acequia Colectora de la Mitjana (Séquia-Col·lector de la Mitjana)
Esta acequia es un colector de aguas que recoge las sobrantes de otras acequias del Serpis. aguas de barrancos y aguas pluviales. Tiene una longitud de 2,8 kilómetros por los municipios de Potríes y Fuente Encarroz. Comparte nombre con otra acequia de la red que cumple una función similar en el municipio de Oliva y que depende de la Acequia del Rebollet.
La extracción de agua de riego de esta acequia se efectúa tradicionalmente por medio de norias, pozos y motores, así como por sistemas de riego primitivos como el caduf o tahona, y el reg de carabassí.
La Acequia de la Mitjana se origina en la parte norte del municipio de Potríes, en las proximidades del Molino del Canyar, junto al antiguo ferrocarril. Se dirige hacia el este, atravesando la CV-680 y siguiendo la orilla derecha del Camino de Mitjana durante un kilómetro, recogiendo los sobrantes de algunos hilos de la Acequia del Rebollet (entre ellos el Fil de Baix, el Fil de Dalt y los dos Fils de les Jovades). Pasa al término de Fuente Encarroz, recorriendo la partida de El Vall durante 650 metros hasta alcanzar la carretera CV-683, donde recibe las aguas sobrantes del Fil de l'Horteta. La acequia prosigue un kilómetro más por el término de Fuente Encarroz -partidas de El Camp y El Rabat- hasta verter sus sobrantes en el barranco del Arca (Barranc de l'Arca o de la Foia).

#### Acequia de Miramar o de Sotaia
Esta acequia alimenta un sistema de regadío que cubre los términos municipales de Potríes, Fuente Encarroz, Rafelcofer, Alquería de la Condesa, Bellreguart y Miramar.
Su recorrido, de 7,2 kilómetros, se inicia en la Partidor (o Cano) de Sotaia, que se encuentra en el noreste del municipio de Potríes. Tras un tramo en dirección norte por el término de Potríes, en el que se le deriva por la derecha el primero de sus hilos, el Fil d'Enmig. Después se orienta hacia el noreste, recibiendo los excedentes de la Acequia Campina y dando origen al Fil Curt (o de la Huitena o Vuitena). Sigue hasta alimentar el Molino de la Serrería, en la confluencia de los municipios de Potríes, Beniflá y Fuente Encarroz. Riega la partida de La Huitena en el término de Fuente Encarroz, lindando con Beniflá. Llega hasta las proximidades de la Casa Mercadera, donde confluyen los municipios de Fuente Encarroz, Beniflá, Beniarjó y Rafelcofer; y donde se origina el Fil de Sotaia.
La Acequia de Sotaia atraviesa el término municipal de Rafelcofer pasando por las partidas de El Caragol, Els Sequions, L'Horteta, Sotaia y La Vega. Atraviesa la autopista AP-7. Al llegar al camino de Gandía a Rafelcofer se le separa el Fil dels Olivars. Suministra las aguas a los molinos hidráulicos de Sotaia y Miguel. Cerca de este último se abren dos hilos, el Fil de Palmera y el Fil de Bartolí.
Tras pasar el término de Rafelcofer, la acequia pasa por la partida de Sotaia, que pertenece al término de Alquería de la Condesa, si bien está separada del núcleo principal de dicho municipio por el término de Palmera. Forma el límite entre ambos términos hasta entrar primero en el de Palmera y después en el de Bellreguart.A la altura del paso de la antigua línea férrea de Carcagente a Denia se le separa el Fil del Dijous.
Tras recorrer 700 metros por el citado término de Bellreguart, la acequia alcanza el Motor de Maravilla, en territorio municipal de Miramar. A partir de este punto la acequia emprende un recorrido subterráneo de un kilómetro por la partida de Les Vinyes y la calle Mayor (Carrer Major), hasta aflorar nuevamente en las instalaciones deportivas del Camino del Mar (Camí de la Mar).
Las aguas siguen el recorrido del Camino del Mar, yendo por la derecha del mismo y regando las partidas de El Racó y El Bovetar. Los excedentes de la Acequia de Miramar se vierten finalmente al barranco de Benemis, junto a la playa de Miramar.

#### Acequia de Rafalatar (Séquia de Rafalatar)
Aunque su origen está en el municipio de Alquería de la Condesa, esta acequia irriga principalmente los terrenos de la partida de su nombre en el municipio de Oliva, en las inmediaciones del Camino Viejo de Játiva (Camí Vell de Xàtiva). Su recorrido es de unos tres kilómetros.
El partidor donde se inicia está en la partida de la Sort, en el municipio de Alquería de la Condesa, junto al cementerio municipal. El agua proviene de la Acequia Común de Oliva, que aquí se divide en tres: la de Piles, la de la Caixa y la de Rafalatar.La de Rafalatar riega las partidas de El Rabat, en Alquería de la Condesa, y la propia de Rafalatar, en Oliva. Desagua sus sobrantes en la Acequia Colectora Mitjana.

#### Acequia de Piles o del Molí
Se inicia en el mismo partidor que las acequias de Rafalatar y de la Caixa, junto al cementerio de Alquería de la Condesa. Originalmente era la acequia que servía al riego de buena parte del término de Piles, si bien el estado de abandono del primer tramo del sistema de riego tradicional de dicho municipio hace que, en el siglo XXI, se alimente con las aguas del Motor de Santa Bárbara (o Guillem).
El recorrido de la acequia va inicialmente en paralelo a la de la Caixa, y después a la de la Torre, hasta alcanzar la carretera N-332. Sigue por las tierras bajas de la partida de Els Pedregals, pasando la antigua línea férrea Denia-Carcagente mediante un sifóny recibir los aportes del Motor de Santa Bárbara. Desde allí continúa hacia los aledaños del Motor del Sacsó, si bien este ya no es funcional,y continúa hasta el Molino de Torregrosa (Molí de Torregrossa). En este punto derivan los hilos de Maians, del Sacsó, de la Vela y de les Barraques. A partir del molino, la acequia se desarrolla durante un kilómetro por la parte occidental del término, llegando al camino del Mar (Camí de la Mar). Finalmente divide sus recursos en la Acequia del Mar y la Acequia del Molí, que alimentan ciertos motores en las partes sureste y noreste del minicipio.

#### Acequia de la Caixa (Séquia de la Caixa)
Esta acequia alimenta un sistema de riego que atiende el norte del municipio de Oliva, en las proximidades de los de Alquería de la Condesa y Piles. Se origina el Els Partidors, instalación de reparto situada en el sur del término alqueriense, desde donde discurre en paralelo a la acequia de Piles durante más de medio kilómetro. En su trayecto va alimentando varias acequias, que irrigan la mencionada zona de Oliva, y que son, en orden de inicio, la Acequia del Rausell, la de la Vara, la de Enmig y la de la Torre.

### Otros cauces de distribución

#### Fil del Racó
Este hilo surge en el Partidor o Cano del Racó, en el extremo occidental del núcleo de Rafelcofer, en el barrio de L'Alcudiola. Riega las tierras del sur del término.

#### Hilos de la Acequia de Miramar o de Sotaia
- Fil d'Enmig. Comienza en el noreste del municipio de Potríes, cerca del Motor Banderí (este motor ya se encuentra en Fuente Encarroz).[14]El hilo riega las partidas de Anouers (Potríes) y El Vallet (Fuente Encarroz) durante 800 metros hasta alcanzar la carretera CV-683. Sigue por el límite de los municipios de Rafelcofer y Fuente Encarroz, regando la partida de la Huitena (Fuente Encarroz) y vertiendo sus aguas sobrantes al barranco de Palmera.[1]
- Fil Curt o de la Huitena. Se origina en la parte del término de Potríes, cerca del de Beniflá. Va hacia el noreste por el límite entre ambos municipios, en paralelo a la Acequia de Miramar, hasta llegar al Molino de Serrería. Continúa hacia el este por la partida de la Huitena (Fuente Encarroz) y vierte sus sobrantes en el Fil d'Enmig cerca del Motor de Frasquet.[1]
- Fil de Sotaia. Tiene su origen en la parte noroccidental del término de Fuente Encarroz, cerca de la Casa de la Mercadera, que es el punto de confluencia de dicho municipio con los de Beniarjó, Beniflá y Rafelcofer. Surge hacia el noreste en paralelo con la Acequia de Miramar por espacio de 350 metros y repartirse seguidamente en tres hilos: del Caragolet, de la Runa y del Caragol.[1]
- Fil del Caragolet. Parte del Fil de Sotaia en la parte occidental de Rafelcofer, en la partida de El Caragol, que linda con Beniarjó. Riega hacia el noreste las tierras de El Caragolet y acaba desaguando sus sobrantes en el barranco de Sotaia.[1]
- Fil de la Runa. Este hilo recibe su nombre de esta partida del término de Rafelcofer. Se inicia en la parte occidental del núcleo poblacional, cerca de las instalaciones deportivas municipales. Sigue el Camí de la Runa hasta llegar al Camino de Gandía a Rafelcofer. Finalmente, desagua en el barranco de Palmera.[1]
- Fil del Caragol. Sirve a la partida homónima, la más occidental de Rafelcofer.[1]
- Fil dels Olivars. Parte del sector noroccidental más próximo al núcleo de Rafelcofer, junto al polideportivo municipal. Circula hacia el noroeste junto al camino de Gandía (Camí de Gandia). Llega al camino dels Olivars, punto en el que toma dirección noreste, pasando dos sifones y regando la partida que le da nombre durante cerca de un kilómetro. A continuación toma dirección noreste, regando tierras de cítricos durante unos 350 metros y desembocando finalmente en el barranco de Sotaia en las proximidades de Bellreguart.[1]
- Fil del Bartolí. Este hilo, que nace en la partida de La Vega, en la parte nororiental del municipio de Rafelcofer, recorre también los términos de Alquería de la Condesa y Palmera, llegando a las proximidades del Motor del Bartolí. A continuación riega la partida de su nombre, vertiendo sus sobrantes al barranco de Palmera.[1]
- Fil de Palmera. Se inicia en la misma zona que el de Bartolí, cerca del Molino de Miguel. Tomando dirección noreste, circula por la linde de los términos de Bellreguart y Palmera, yendo en paralelo a la Acequia de Miramar durante 400 metros. Luego va hacia el sureste, por el oeste del núcleo urbano, el cual recorre subterráneamente por la calle de la Acequia (Carrer de la Séquia). Aflora en el Lavadero de Palmera,[15] junto al camino de Piles. La acequia sigue hacia el noreste, dando paso al Fil de la Mareta y rodeando por el camino de Piles hasta llegar al Motor de Terranova. Aquí el hilo se descompone en tres files, conocidas como Fila 1ª, Fila 2ª y Fila 3ª, llevando las tres rumbo noreste para regar la partida de La Terra Nova, en el noroeste del término de Piles.[1]
- Fil de la Mareta. Tiene su inicio en el sector oriental del pueblo de Palmera, junto al camino de Piles. Riega la partida de Rafelsineu, con un recorrido de 200 metros hacia el noroeste. Llega al trazado de la antigua línea férrea de Denia a Carcagente y sigue hacia el noroeste, regando la parte noroccidental del término de Palmera durante 700 metros, para acabar en la Acequia de la Torre en las proximidades del camino de Miramar.[1]
- Fil del Dijous. El Dijous es una de las partidas septentrionales del municipio de Palmera.[9] Este hilo avena sus tierras durante unos 800 metros, vertiendo sus sobrantes a las acequias de Miramar y de la Torre.[1]
- Séquia de la Torre. Se inicia en el noreste del término de Piles, cerca de los de Miramar y Palmera. Recorre los aledaños del camino de la Torre durante unos dos kilómetros. Avena la partida de El Benemís y vierte sus sobrantes en el Sequió del Rei.[1]

#### Hilos de la Acequia de Piles
- Fil del Molí.[nota 2] Durante casi un kilómetro, se dirige por el camino de la Acequia (Camí de la Séquia), pasando por las instalaciones deportivas municipales de Piles y por la Casa de la Séquia del Molí. Circula por el municipio de Piles, específicamente por las partidas de La Bosca y Les Tancades, y vierte en el barranco de Palmera.[1]
- Fil de Maians. Se sitúa en la parte sudoccidental del término municipal de Piles. Riega las partidas de Maians y de Els Secars. Las aguas sobrantes se vierten al barranco de Piles, cerca de la CV-670.[1]
- Fil del Sacsó. Recorre el sector meridional más próximo al núcleo urbano de Piles, por las partidas de El Sacsó, Les Penyetes y Les Tancades. El hilo sale en dirección noroeste, en paralelo a la Acequia de Piles durante medio kilómetro hasta llegar a la carretera CV-680. Allí el canal se dirige hacia el este por medio kilómetro hasta llegar al Camí de Baix, el cual sigue durante 300 metros. Los excedentes se vierten al barranco de Piles junto al término de Oliva.[1]
- Fil de la Vela. Riega las tierras de la partida de su nombre, en el sector occidental más próximo al núcleo urbano. Sus aguas sobrantes se vierten a la Acequia del Molí.[1]
- Fil de les Barraques. Da servicio a la parte norte de la partida de La Vela (Piles) y aboca sus sobrantes al barranco de Palmera.[1]

#### Acequias derivadas de la Acequia de la Caixa
- Acequia del Rausell. Irriga la zona norte del término de Oliva a lo largo de unos tres kilómetros. Se origina a 250 metros de Els Partidors (situados aún en el municipio de Alquería de la Condesa) y ya en territorio de Oliva pasa por las partes más elevadas de la partida de Rafalatar durante medio kilómetro. Atraviesa el camino Viejo de Oliva (Camí Vell d'Oliva), el acceso a la autopista AP-7 e instalaciones comerciales. Sigue hacia el sureste por las márgenes de la N-332 durante 500 metros para llegar a la partida de Les Passadores, donde toma rumbo este. Irriga la mencionada partida en un trayecto de un kilómetro en el cual atraviesa los caminos Viejo de Piles (Camí Vell de Piles) y de les Passadores.[1]
- Acequia de la Vara y Acequia de Enmig (Séquia d'Enmig). Estas dos acequias se inician en el límite del municipio de Alqueria de la Condesa. Van cada una por una vereda del antiguo camino de Oliva (Camí Vell d'Oliva); la Vara va por el lado derecho (oeste), mientras que por la izquierda (este) lo hace la de Enmig. El tramo inicial de la Acequia de Enmig está abandonado, lo que también sucede con el tramo final de la Vara. De esta forma, a inicios del siglo XXI las aguas recorren los primeros 250 metros por la de la Vara, tras lo cual un sifón las vierte a la de Enmig. Este sistema riega la partida de El Maricarritx y la parte septentrional de Les Passadores, llevando sus sobrantes por la Acequia de Enmig hasta el camino de les Marjaletes. Unos 350 metros del final de la Acequia de la Vara irrigaban cítricos en el lado derecho del antiguo camino de Oliva, pero han dejado de hacerlo.[1]
- Acequia de la Torre. Su sistema de riego cubre durante 2,8 kilómetros la parte norte del término municipal de Oliva, en las proximidades del de Piles. Se inicia en el límite con Alquería de la Condesa, junto al camino viejo de Oliva (Camí Vell d'Oliva). Va en dirección este y cruza la carretera N-332. Durante 1,3 kilómetros riega las zonas más elevadas de la partida de El Maricarritx hasta que llega a la CV-670. Aquí el sistema de riego avena hacia el noreste tierras de la partida de La Terra Nova, y sus excedentes se derraman en el Vall de Burguera. El cauce principal de la acequia, sin embargo, sigue una dirección hacia el sureste por la partida de El Camí de Piles, atravesando los caminos Viejo de Piles y de Les Passadores, y desaguando en las proximidades de Les Marjaletes.